# Ingrida Šimonytė
Ingrida Šimonytė, litovska ekonomistka in političarka, * 15. november 1974, Vilna.
Med letoma 2020 in 2024 je bila predsednica vlade Litve, pred tem pa je bila med letoma 2009 in 2012 litovska ministrica za finance.